# Now we have power
Now we have power is een studioalbum van Sanguine Hum uit Oxfordshire. 

## Inleiding
Opnamen volgden op het album Now we have light, dat in 2015 werd uitgebracht. Het is tevens qua tekst het vervolg op dat album; een conceptalbum rondom een surrealistisch sciencefictionverhaal met hoofdpersoon Don. De band bestaat dan uit een trio musici Winks, Baber en Waissmann, die opnamen maakte in diverse geluidsstudio’s. Speciaal werden genoemd de piano, opgenomen in een geluidsstudio in een gebouw te Oxford vernoemd naar celliste Jacqueline du Pré (april 2016) en drumstel en trompet in de Evolution Studios (oktober 2016; november 2017). Onderdeel van het album waren voorts opnamen van demo's uit de tijd voorafgaand aan het album (2009-2015).
Het album laat muziek horen die een combinatie is van progressieve rock, neoprog, artrock, Canterbury scene en jazzpop in de trant van Steely Dan. Pen ! Paper! etc. heeft echter meer weg van Frank Zappa.

## Musici
- Jeff Winks – zang, akoestische en elektrische gitaar, synthesizers, geluidseffecten
- Matt Baber – toetsinstrumenten, gitaar, geluidseffecten
- Brad Waissman – basgitaar, contrabas, Chapman Stick

Met
- Paul Mallyon – drumstel
- Kimara Sajn – zang op Speech day
- Mark Kesel – trompet op Bedhead en Flight of the uberloon

## Muziek
| Nr. | Titel                   | Duur |
| --- | ----------------------- | ---- |
| 1.  | The view part 1         | 4:15 |
| 2.  | The view part 2         | 5:30 |
| 3.  | Skydive                 | 5:45 |
| 4.  | Retreat                 | 0:34 |
| 5.  | Speak to us             | 5:39 |
| 6.  | Devachan Don            | 7:22 |
| 7.  | Pen! Paper! Paper! Pen! | 1:47 |
| 8.  | Flying bridge           | 1:34 |
| 9.  | Bedhead                 | 5:50 |
| 10. | Quiet rejoicing         | 4:36 |
| 11. | Speech day              | 4:36 |
| 12. | A tall tale             | 4:32 |
| 13. | Flight of the uberloon  | 4:48 |
| 14. | Swansong                | 5:29 |